# Thérèse, vivre d'amour
Thérèse, vivre d'amour est un album sorti le 22 avril 2013. Le chanteur, compositeur français Grégoire a mis en musique des poèmes de sainte Thérèse de Lisieux. L'album est porté par la chanteuse Natasha St-Pier.

## Collaborateurs
Anggun interprète deux chansons en duo avec Natasha St-Pier. Elle explique sa participation à cet album de chants religieux chrétiens par "le besoin de ce genre de messages pour réaliser des choses de manière collective et laisser de côté cet aspect individualiste de notre société".
Grégory Turpin est le premier interprète choisi par Grégoire dès l'origine du projet. Il chante deux titres de l'album dont l'un en duo avec Natasha St-Pier et l'autre en solo, accompagné par les Petits Chanteurs à la Croix de Bois.

## Liste des titres
Édition standard
| No  | Titre                                                                                       | Durée |
| --- | ------------------------------------------------------------------------------------------- | ----- |
| 1.  | Vivre d'amour (par Natasha St-Pier et Anggun)                                               | 3:23  |
| 2.  | Jeter des fleurs (par Natasha St-Pier)                                                      | 3:05  |
| 3.  | Rappelle-toi (par Natasha St-Pier, Elisa Tovati et Sonia Lacen)                             | 4:10  |
| 4.  | Petit Papa (par Natasha St-Pier)                                                            | 3:00  |
| 5.  | La Fiancée (par Natasha St-Pier et Anggun)                                                  | 3:15  |
| 6.  | Mes armes (par Natasha St-Pier et Sonia Lacen)                                              | 2:31  |
| 7.  | Pourquoi je t'aime Marie                                                                    | 3:04  |
| 8.  | Ma seule paix (par Natasha St-Pier et Grégory Turpin)                                       | 2:27  |
| 9.  | Ma joie (par Natasha St-Pier et Les Stentors)                                               | 3:05  |
| 10. | À mes petits frères du ciel (par Grégory Turpin et Les petits chanteurs à la croix de bois) | 2:57  |
| 11. | Mon chant d'aujourd'hui (Lu par Michaël Lonsdale)                                           | 2:37  |
| 12. | La Prière (Lu par Monseigneur Jean-Michel di Falco Léandri)                                 | 2:12  |

Edition collector du 25 novembre 2013
| No  | Titre                                                                                       | Durée |
| --- | ------------------------------------------------------------------------------------------- | ----- |
| 1.  | Vivre d'amour (par Natasha St-Pier et Anggun)                                               | 3:23  |
| 2.  | Jeter des fleurs (par Natasha St-Pier)                                                      | 3:05  |
| 3.  | Rappelle-toi (par Natasha St-Pier, Elisa Tovati et Sonia Lacen)                             | 4:10  |
| 4.  | Petit Papa (par Natasha St-Pier)                                                            | 3:00  |
| 5.  | La Fiancée (par Natasha St-Pier et Anggun)                                                  | 3:15  |
| 6.  | Mes armes (par Natasha St-Pier et Sonia Lacen)                                              | 2:31  |
| 7.  | Pourquoi je t'aime Marie                                                                    | 3:04  |
| 8.  | Ma seule paix (par Natasha St-Pier et Grégory Turpin)                                       | 2:27  |
| 9.  | Ma joie (par Natasha St-Pier et Les Stentors)                                               | 3:05  |
| 10. | À mes petits frères du ciel (par Grégory Turpin et Les petits chanteurs à la croix de bois) | 2:57  |
| 11. | Mon chant d'aujourd'hui (Lu par Michaël Lonsdale)                                           | 2:37  |
| 12. | La Prière (Lu par Monseigneur Jean-Michel di Falco Léandri)                                 | 2:12  |
| 13. | Ne t'inquiète pas Marie (Sonia Lacen)                                                       | 4:24  |
| 14. | Sous le voile (Natasha St-Pier)                                                             | 3:36  |
| 15. | Une rose effeuillée (Grégory Turpin et Natasha St-Pier)                                     | 3:09  |
| 16. | La souvenance (Grégoire)                                                                    | 4:06  |